# Furacão Laura
O furacão Laura foi um furacão mortal e prejudicial de categoria 4 no Atlântico que se comparou medido pelos ventos máximos sustentados, ao furacão Last Island de 1856 como o mais forte já registado a atingir os Estados Unidos no estado da Luisiana, sendo superado pelo Ida  um ano depois. A décima segunda tempestade nomeada, o quarto furacão e o primeiro grande furacão da temporada de furacões no Atlântico de 2020, Laura originou-se em 16 de agosto de uma grande onda tropical que se afastou da costa oeste da África e depois em 20 de agosto se tornou uma depressão tropical.  Intensificou-se para uma tempestade tropical um dia depois, tornando-se a tempestade nomeada mais temporã na sua ordem de décimo segundo já registado na bacia do Atlântico Norte, formando-se oito dias antes do furacão Luis de 1995.
Laura como uma tempestade tropical primeiro atingiu as Pequenas Antilhas e passou ao lado de Porto Rico, depois mudou-se para a ilha de São Domingos, matando 31 pessoas no Haiti e quatro na República Dominicana. A tempestade então se espalhou por toda a extensão de Cuba, levando a avisos de tempestade tropical e a evacuação de mais de 260 mil pessoas. Posteriormente, as bandas de chuva externas se estenderam para as Florida Keys e o sul da Flórida. Em 26 de agosto, Laura então atravessou o Golfo do México, fortalecendo-se lentamente no início, antes de um período de rápida intensificação. Naquele dia, Laura tornou-se um grande furacão e mais tarde atingiu o pico de ventos sustentados de 1 minuto de 240 k/m, tornando-o um furacão forte de intensidade categoria 4.
No início de 27 de agosto, Laura atingiu a costa perto do pico de intensidade em Cameron, Luisiana. Este foi o décimo maior furacão a atingir os Estados Unidos em velocidade de vento já registado. A tempestade causou a morte de pelo menos 24 pessoas nos EUA e infligiu cerca de US$ 19 mil milhões em danos no sudoeste da Luisiana e sudeste do Texas, perto do Golfo do México. Após chegar a terra (landfall), Laura enfraqueceu rapidamente conforme se movia para o interior, tornando-se uma tempestade tropical naquele dia, e enfraquecendo ainda mais para uma depressão tropical no dia seguinte. Em 29 de agosto, Laura degenerou em uma baixa remanescente, antes de ser absorvida por outra tempestade extratropical perto da costa leste dos Estado Unidos. No geral, Laura causou mais de US$ 19 mil milhões em danos e 81 mortes.

## História meteorológica
Em 16 de agosto de 2020, uma onda tropical que se movia para o oeste ao longo da extremidade leste de um vale de monções emergiu na costa oeste da África sobre o Oceano Atlântico. Nessa época, o Centro Nacional de Furacões (NHC) notou a possibilidade de ciclogênese tropical nos próximos cinco dias, à medida que as condições ambientais gradualmente se tornavam mais favoráveis ao desenvolvimento. O sistema produziu convecção desorganizada em uma ampla área, e consolidou-se de forma constante. Uma superfície baixa acompanhada por características de bandas organizadas coalesceram cerca de 1,100 km (700 mi) a oeste-sudoeste das ilhas de Cabo Verde. Às 03h00 UTC em 20 de agosto, a baixa pressão e a convecção acompanhante tornou-se suficientemente organizada para ser classificada como uma depressão tropical, a décima terceira da estação.  Situada a 1,666 km (1,035 mi) a leste-sudeste das Ilhas Sotavento. A depressão moveu-se rapidamente para oeste-noroeste em resposta a uma crista subtropical ao norte, uma alta pressão que iria dirigir o sistema durante a sua existência. Depois de lutar para se intensificar por mais de um dia, o centro de depressão se reformou e um aumento da organização e da presença de ventos de força de tempestade tropical levou a uma atualização para o status de tempestade tropical e a tempestade foi chamada de Laura.
Isto marcou a classificação mais temporã da décima segunda tempestade nomeada da temporada desde o início dos registos fiáveis em 1851, ultrapassando o recorde anterior fixado pelo Furacão Luis, em 28 de agosto de 1995. Um cisalhamento moderado impediu mais desenvolvimento até 22 agosto, deslocação a maior parte da convecção a este da circulação de superfície. Cedo em 22 de agosto, Laura atravessou as Ilhas Virgens e passou perto de Porto Rico para o sul antes de atingir no sudoeste da República Dominicana com ventos máximos sustentados de 80 km/h (50 mph) cedo em 23 de agosto.
Apesar de interagir com o terreno montanhoso de São Domingos, a estrutura geral de Laura realmente melhorou com pouca perda de intensidade. Laura posteriormente atravessou o Haiti e emergiu sobre a passagem de Barlavento. Uma vez de volta sobre a água, a tempestade intensificou um pouco e fez uma breve passagem em terra (landfall) por volta das 00:00 UTC de 24 de agosto na província de Santiago de Cuba, Cuba, com ventos de 97–105 km/h (60–65 mph) antes de emergir sobre o Caribe ao longo da costa sul de Cuba. A estrutura de Laura degradou-se brevemente em 24 de agosto antes de reorganizar e atravessar a província de Pinar del Río no oeste de Cuba, no início de 25 de agosto. Mantendo uma trajetória oeste-noroeste, Laura entrou no Golfo do sudeste do México e rapidamente se organizou ao longo de 25 de agosto, atingindo a força de furacão às 12:15 UTC. Após sair de uma zona de ar seco, o furacão começou um período de rápida intensificação em 26 de agosto. A tempestade cresceu em tamanho e apresentava um olho bem definido rodeado por convecção profunda cada vez mais simétrica. Às 12:00 UTC, Laura fortaleceu–se para um furacão de categoria 3 na escala de Saffir-Simpson antes de se tornar um furacão de categoria 4 seis horas depois. Continuando a reforçar-se até 27 de agosto, Laura atingiu o seu pico de intensidade de 240 km/h (150 mph), um furacão de categoria 4 superior e uma pressão mínima de 937 mbar (hPa).; 27, 67 inHg). Nessa época, o furacão virou para norte em direção à costa Texas–Luisiana dentro de um ponto fraco ao longo da borda ocidental do Anticiclone das Bermudas.
No início de 23 de agosto, a tempestade tropical Laura atingiu o sudeste da República Dominicana com ventos sustentados máximos de 85 km/h. Apesar da interação com o terreno montanhoso de Ilha de São Domingos, normalmente um impedimento para a organização de ciclones tropicais, a estrutura geral de Laura melhorou com a expansão do fluxo de saída de nível superior e intensa convecção sobre a Península de Barahona. Posteriormente, Laura atravessou o Haiti e emergiu na Passagem de Barlavento. Uma vez de volta à água, a tempestade se intensificou e uma profunda convecção floresceu na porção sul da sua circulação. Por volta das 00h00 UTC em 24 de agosto, Laura fez um breve desembarque (landfall) na província de Santiago de Cuba, Cuba, com ventos de 95–100 km/h antes de emergir no Mar do Caribe ao longo da costa sul de Cuba. A estrutura de Laura degradou-se e lutou para se organizar ao longo de 24 de agosto devido a uma combinação de cisalhamento do vento norte, a interação com Cuba e a falta de um núcleo interno definido. A convecção acompanhante foi mais intensa em uma faixa proeminente ao sul do centro de circulação. No início de 25 de agosto, Laura atravessou a província de Pinar del Río, no oeste de Cuba, e entrou no sudeste do Golfo do México.
Poucas mudanças de intensidade ocorreram nas poucas horas antes do furacão Laura chegar a terra (landfall) perto de Cameron, Luisiana, por volta das 06h00 UTC em 27 de agosto próximo do pico de intensidade, pois a sua pressão aumentou em 2 mbar. Laura empatou a força do furacão Last Island de 1856 com a chegada a terra (landfall) mais forte do estado e foi a primeira chegada a terra de um furacão de categoria 4 registada no sudoeste da Luisiana. Progredindo para o interior através do sudoeste da Luisiana, Laura produziu ventos destrutivos em uma vasta área. A tempestade se encheu de forma constante e o olho desapareceu ao longo do dia, e Laura enfraqueceu para uma tempestade tropical às 17:00 UTC cerca de 80 km (50 mi) a leste-sudeste de Shreveport, Luisiana. Mantendo ventos com força de tempestade tropical, o sistema progrediu para o sudoeste do Arkansas. Em 28 de agosto, Laura enfraqueceu para uma depressão tropical sobre o centro do Arkansas, e as fortes chuva tornaram-se a principal ameaça atráves da região sudoeste dos Estados Unidos.  Nessa épocoa, o NHC emitiu o seu parecer final sobre Laura, passando a responsabilidade de emitir avisos para o Centro de Previsão do Tempo (WPC). Perdendo gradualmente as características tropicais, a tempestade enfraquecida acelerou de leste a nordeste dentro dos ventos de latitude média. No início de 29 de agosto o sistema finalmente degenerou em uma baixa remanescente sobre o Kentucky, quando começou a fundir-se com uma tempestade extratropical que se aproximava. Os remanescentes de Laura continuaram a se mover para o leste, antes de serem absorvidos pelo sistema extratropical que se aproximava várias horas depois, sobre Maryland.

## Preparativos

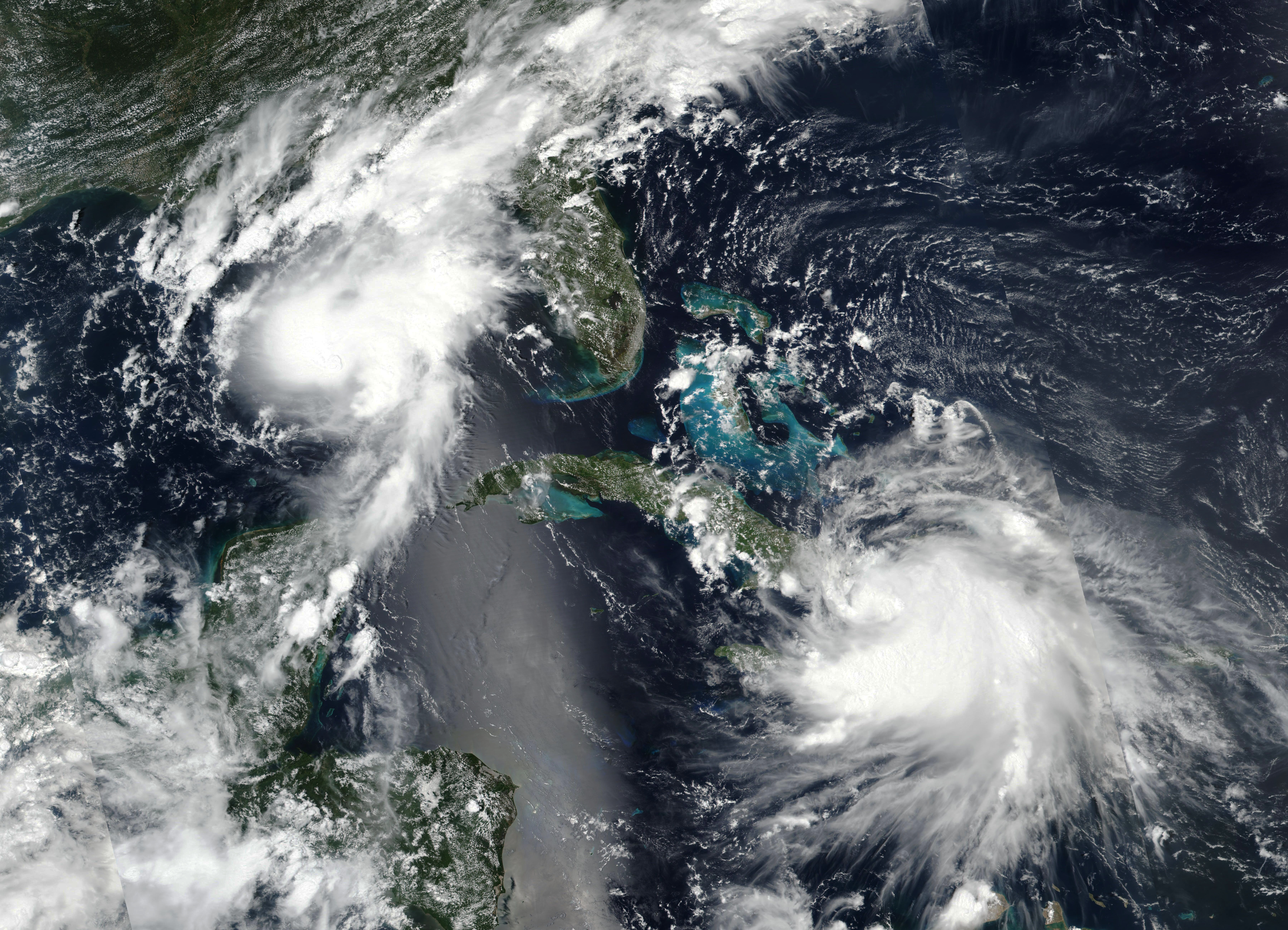
Furacão Marco (à esquerda) e tempestade tropical Laura (à direita) em 23 de agosto

### Pequenas Antilhas e Ilhas Virgens
Em preparação para a tempestade, as escolas foram fechadas em Anguila e Antígua. Em 20 de agosto um alerta de tempestade tropical foi emitido para várias ilhas do grupo, sendo atualizado para um aviso no dia seguinte. A tempestade levou ao fechamento de todos os portos das Ilhas Virgens Britânicas.

### República Dominicana
Alerta de tempestade tropical de Punta Palenque até à fronteira norte do Haiti. Um alerta vermelho também foi emitido para 18 províncias, um alerta amarelo para 8 e um alerta verde para 6.

### Haiti
As autoridades haitianas pediram às pessoas que evacuassem para abrigos, mas lembrassem de usar máscaras e respeitar as ordens de distanciamento social nas áreas devido à pandemia COVID-19.

### Jamaica e Ilhas Cayman
Embora se previsse que o centro de Laura permaneceria ao norte da Jamaica, as faixas de chuva associadas no lado sul da circulação deveriam trazer precipitação significativa. Em 23 de agosto, o Serviço Meteorológico da Jamaica emitiu um alerta de cheias para áreas baixas em todo o país. Posteriormente em 24 de agosto, foi atualizado para um aviso de inundação quando chuvas torrenciais afetaram a nação.
Originalmente, a maior parte da tempestade estava prevista para ficar ao norte das Ilhas Cayman, mas como a previsão continuou mudando ainda mais para o sudoeste da previsão anterior, as projeções de precipitação significativa e para as condições de tempestade tropical continuaram a aumentar. O governo das Ilhas Cayman emitiu um alerta de tempestade tropical para as suas ilhas em 23 de agosto Isso foi além das Declarações de clima severo e avisos de inundação que já tinham sido emitidos.

### Cuba
Em 23 de agosto antes do primeiro desembarque de Laura em Cuba, foram emitidos alertas e avisos de tempestade tropical em todo o país. A certa altura, a ponta oeste de Cuba estava sob vigilância de uma tempestade tropical de Laura e de um alerta de tempestade tropical do furacão Marco ao mesmo tempo. As autoridades evacuaram 106 mil pessoas na província de Santiago de Cuba, 81,3 mil na província de Holguín e 12 mil na província de Guantánamo.  A energia foi cortada preventivamente na província de Guantánamo como medida de precaução. Em 24 de agosto, outras 45 mil pessoas na província de Villa Clara, 16 466 pessoas na província de Matanzas e 300 na província de Ciego de Ávila foram evacuadas. A pandemia de COVID-19 em andamento complicou os esforços de evacuação, resultando em abrigos de evacuação típicos, como escolas, que não foram abertas. Os suspeitos de estarem infectados foram transferidos para centros de quarentena. Os residentes em todo o país foram alertados para o potencial de inundações generalizadas, pois muitos reservatórios estavam no nível ou perto de sua capacidade.

### Estados Unidos
Os furacões Marco e Laura ameaçaram uma grande faixa de plataformas de petróleo posicionadas no Golfo do México. Em 23 de agosto, aproximadamente 58 por cento da produção de petróleo e 45 por cento da produção de gás natural foi encerrada; isso incluiu a evacuação de 114 plataformas. Em 25 de agosto, 299 de 643 plataformas e 27 de 28 plataformas móveis foram evacuadas. Foram emitidos sete alertas de tornado para esta tempestade. Estes incluíram as águas costeiras, bem como Texas, Luisiana, Mississippi, Arkansas, Tennessee, Alabama e Kentucky. A equipa do escritório da NWS Lake Charles também foi evacuada com avisos para a sua área, emitidos pela NWS Brownsville. Três raros avisos de vento extremo foram emitidos para Luisiana e Texas enquanto Laura se aproximava da chegada a terra firme.

#### Porto Rico
A governadora de Porto Rico, Wanda Vázquez, declarou estado de emergência, e as equipas da FEMA estavam prontas para ajudar nos esforços de recuperação em Porto Rico.

#### Flórida
Em 21 de agosto, o governador da Flórida, Ron DeSantis, declarou o estado de emergência para os condados do sul do estado. Uma unidade hospitalar móvel foi pré-montada no condado de Marion e kits de equipamentos de proteção individual foram preparados para distribuição aos abrigos. Um alerta de tempestade tropical foi emitido para Florida Keys conforme a tempestade se aproximava, embora o lado norte da área tenha sido suspenso quando Laura foi mais ao sul do que o esperado. O resto foi atualizado para avisos. A prefeita do condado de Monroe, Heather Carruthers, declarou estado de emergência local e evacuações obrigatórias para casas móveis e barcos, embora os visitantes pudessem permanecer.

#### Texas

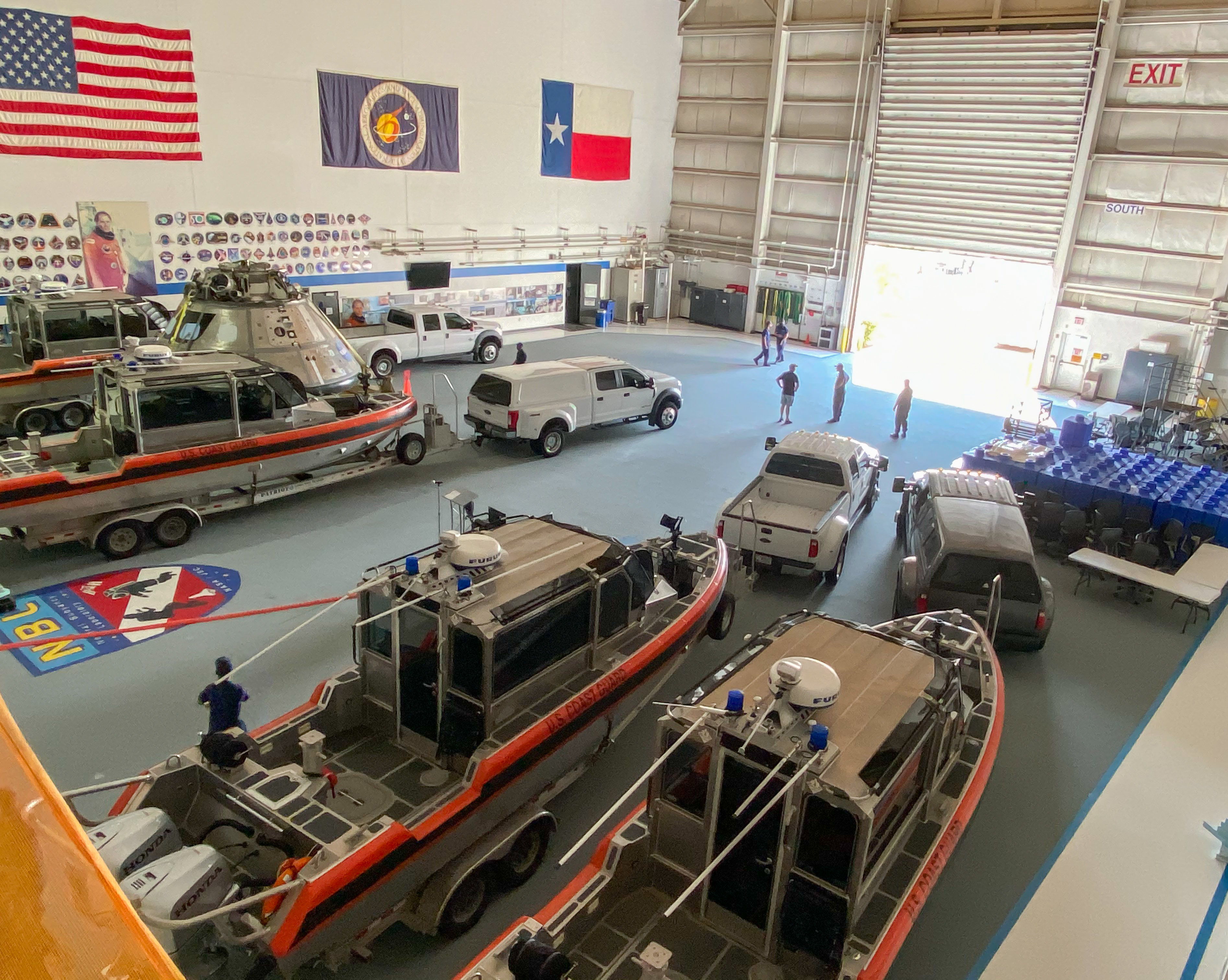
Barcos da Guarda Costeira dos Estados Unidos em preparação em uma instalação da NASA em Houston

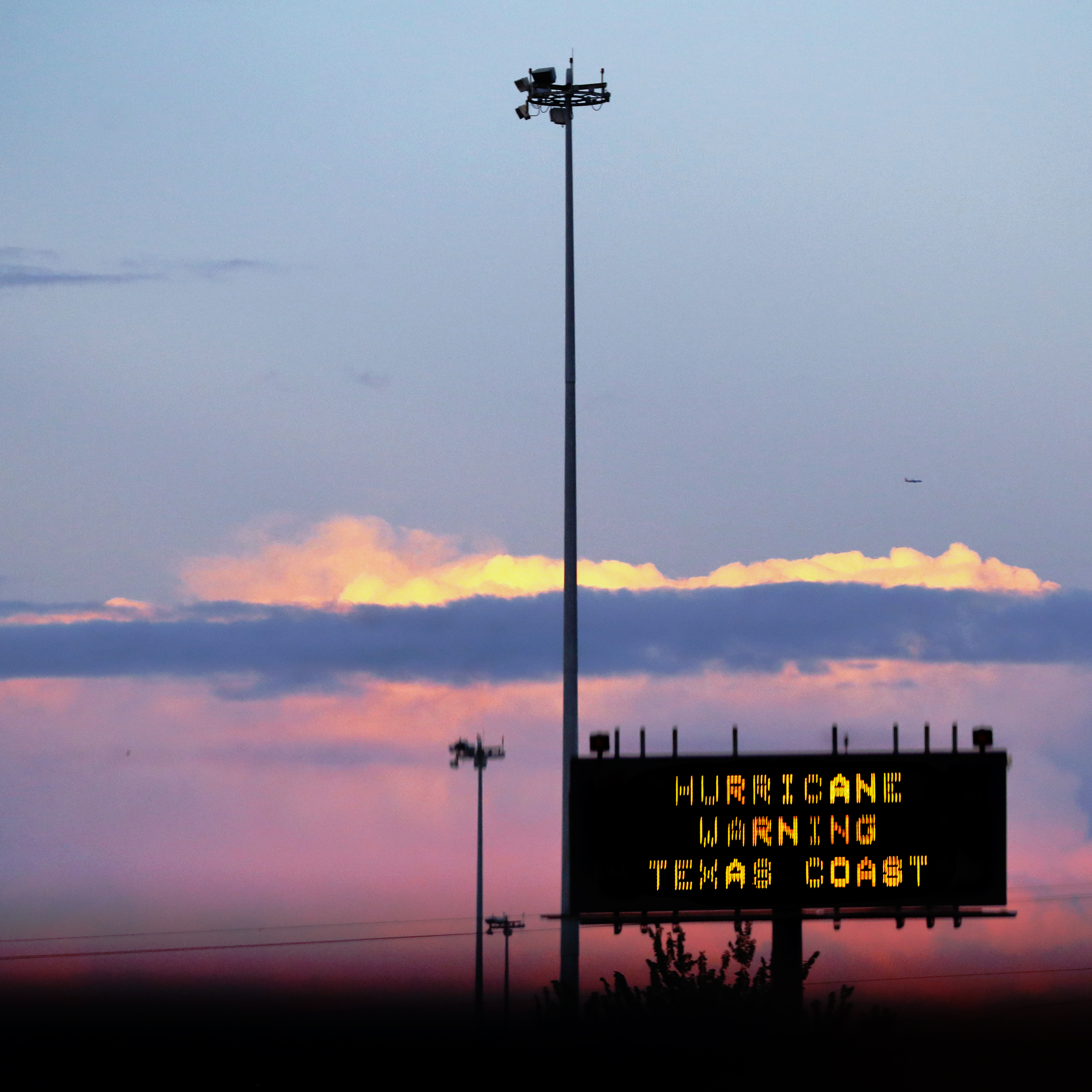
Sinalização de trânsito no Texas em 25 de agosto

Em 24 de agosto, os alertas de furacões, tempestades tropicais e marés de tempestade foram emitidos para quase toda a costa. Isso aconteceu poucas horas depois de a parte sudeste do estado ter cancelado os avisos de tempestade tropical e ondas de tempestade para Marco. A maioria dos alertas foram atualizados para avisos no dia seguinte e um alerta de inundação também foi emitido para a metade oeste do estado onde se esperava mais de 25 cm de chuva. À medida que a ameaça de ondas aumentava para a costa, o NHC afirmou que haveria "ondas de tempestade não sobreviviveis com ondas grandes e destrutivas".
Em 23 de agosto, o governador do Texas, Greg Abbott, declarou estado de emergência em 23 condados no leste do Texas. Em 25 de agosto, foram emitidas ordens de evacuação obrigatórias para as áreas baixas dos condados de Chambers, Galveston e Jefferson, e para a totalidade do condado de Orange. Isso incluiu toda a Península de Bolívar e as cidades de Galveston e Port Arthur. Autoridades da cidade de Galveston informaram aos residentes que todos os serviços da cidade cessariam ao meio-dia de 25 de agosto e com a chegada de ventos com força de tempestade tropical, os serviços de emergência seriam suspensos. Um total de 50 autocarros foram usados para auxiliar nas evacuações. Uma ordem de evacuação voluntária foi emitida para as áreas costeiras dos condados de Brazoria e Harris. Estima-se que 385 mil pessoas estavam sob ordens de evacuação no estado, incluindo toda a cidade de Beaumont.

#### Luisiana

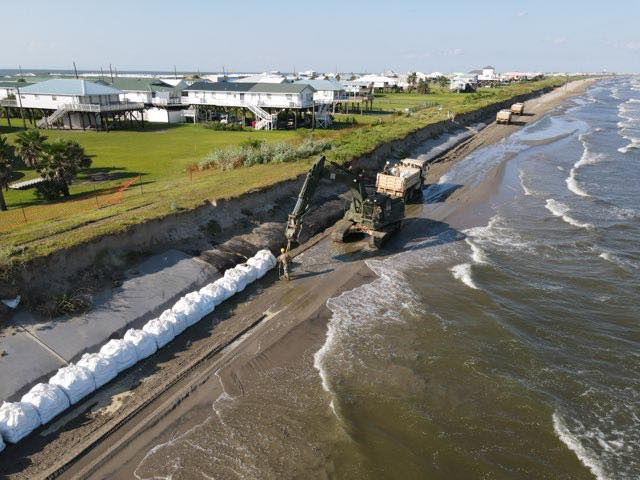
Soldados e veículos da Guarda Nacional do Exército da Louisiana reforçam um dique antes do furacão Laura

Em 24 de agosto foram emitidas os alertas de furacões, tempestades tropicais e marés de tempestade para quase toda a costa. Isso aconteceu poucas horas depois de a parte sudeste do estado ter cancelado os avisos de tempestade tropical e marés de tempestade para Marco. A maioria dos alertas foram atualizados para avisos no dia seguinte e um alerta de inundação também foi emitido para a metade oeste do estado com chuva esperada de mais de 25 cm. À medida que a ameaça de marés de tempestade aumentava para a costa, o NHC afirmou que haveria "marés de tempestade não sobreviviveis com ondas grandes e destrutivas".
Em 21 de agosto, o governador da Luisiana, John Bel Edwards, declarou estado de emergência para 36 paróquias devido à ameaça simultânea dos furacões Marco e Laura. Evacuações relacionadas a Marco ocorreram em Plaquemines Parish, Jefferson Parish, Grand Isle e Port Fourchon. A evacuação obrigatória de toda a paróquia de Calcasieu, aproximadamente 200 mil pessoas, foi ordenada em 25 de agosto. Abrigos estatais foram abertos com cubículos mais afastados devido à pandemia COVID-19. Poucas horas antes de Laura chegar à costa em 26 de agosto, a estrada I-10 foi fechada em ambas as direções entre a fronteira da Luisiana / Texas a leste da Bacia de Atchafalaya.
A tempestade continuou o seu curso devastador pelo centro da Luisiana, especialmente as cidades de Alexandria e Pineville e as paróquias de Rapides, Avoyelles e Grant. Os danos nessas áreas foram tremendos, embora não fossem tão devastadores quanto na Costa do Golfo da Luisiana.

#### Mississippi
Apesar de estar bem longe do centro da tempestade, em 24 de agosto o litoral do Mississippi foi colocado sob vigilância de uma tempestade de Ocean Springs, a oeste, devido ao enorme tamanho de Laura. No entanto, eles foram descartados antes que a tempestade atingisse o continente. O governador do Mississippi, Tate Reeves, declarou estado de emergência em 22 de agosto devido aos furacões Laura e Marco ameaçando o estado, que o governo federal concedeu em 24 de agosto.

#### Arkansas
O presidente Donald Trump declarou estado de emergência para o estado de Arkansas.

## Impacto
| País/Território      | País/Território      | Fatalidades | Danos (2020 USD) | Ref                                     |
| -------------------- | -------------------- | ----------- | ---------------- | --------------------------------------- |
| Pequenas Antilhas    | Pequenas Antilhas    | 0           | ≥$100 000 000    |                                         |
| República Dominicana | República Dominicana | 9           | ≥$100 000 000    | [ 94 ]                                  |
| Haiti                | Haiti                | 31          | ≥$100 000 000    | [ 95 ]                                  |
| Cuba                 | Cuba                 | 0           | ≥$100 000 000    |                                         |
| Jamaica              | Jamaica              | 0           | ≥$100 000 000    | [ 96 ]                                  |
| Ilhas Cayman         | Ilhas Cayman         | 0           | ≥$100 000 000    |                                         |
| Estados Unidos       | Porto Rico           | 0           | ≥$100 000 000    |                                         |
| Estados Unidos       | Flórida              | 1           | ≥$19 000 000 000 | [ 97 ]                                  |
| Estados Unidos       | Luisiana             | 30          | ≥$19 000 000 000 | [ 98 ] [ 99 ]                           |
| Estados Unidos       | Mississippi          | 0           | ≥$19 000 000 000 | [ 100 ]                                 |
| Estados Unidos       | Texas                | 10          | ≥$19 000 000 000 | [ 101 ] [ 102 ] [ 103 ] [ 104 ] [ 105 ] |
| Estados Unidos       | Arkansas             | 0           | ≥$19 000 000 000 |                                         |
| Totais:              | Totais:              | 81          | ≥$19 100 000 000 | [ 1 ] [ 2 ]                             |

### Pequenas Antilhas
Conforme Laura passava pelas Ilhas Sotavento, a tempestade trouxe fortes chuvas para as ilhas de Guadalupe e Dominica, que foram capturadas em imagens de radar de Guadalupe. Nas Antilhas Holandesas, Saba, Sint Eustatius e Sint-Maarten sofreram pequenas inundações. Apagões dispersas afetaram 4 mil pessoas em São Cristóvão e Névis. Nas Ilhas Virgens, foi relatado em Sandy Point, Saint Croix, uma rajada de vento de pico de 65 km/h . Isso causou alguns apagões e inundações repentinas nas Ilhas Virgens.

### República Dominicana

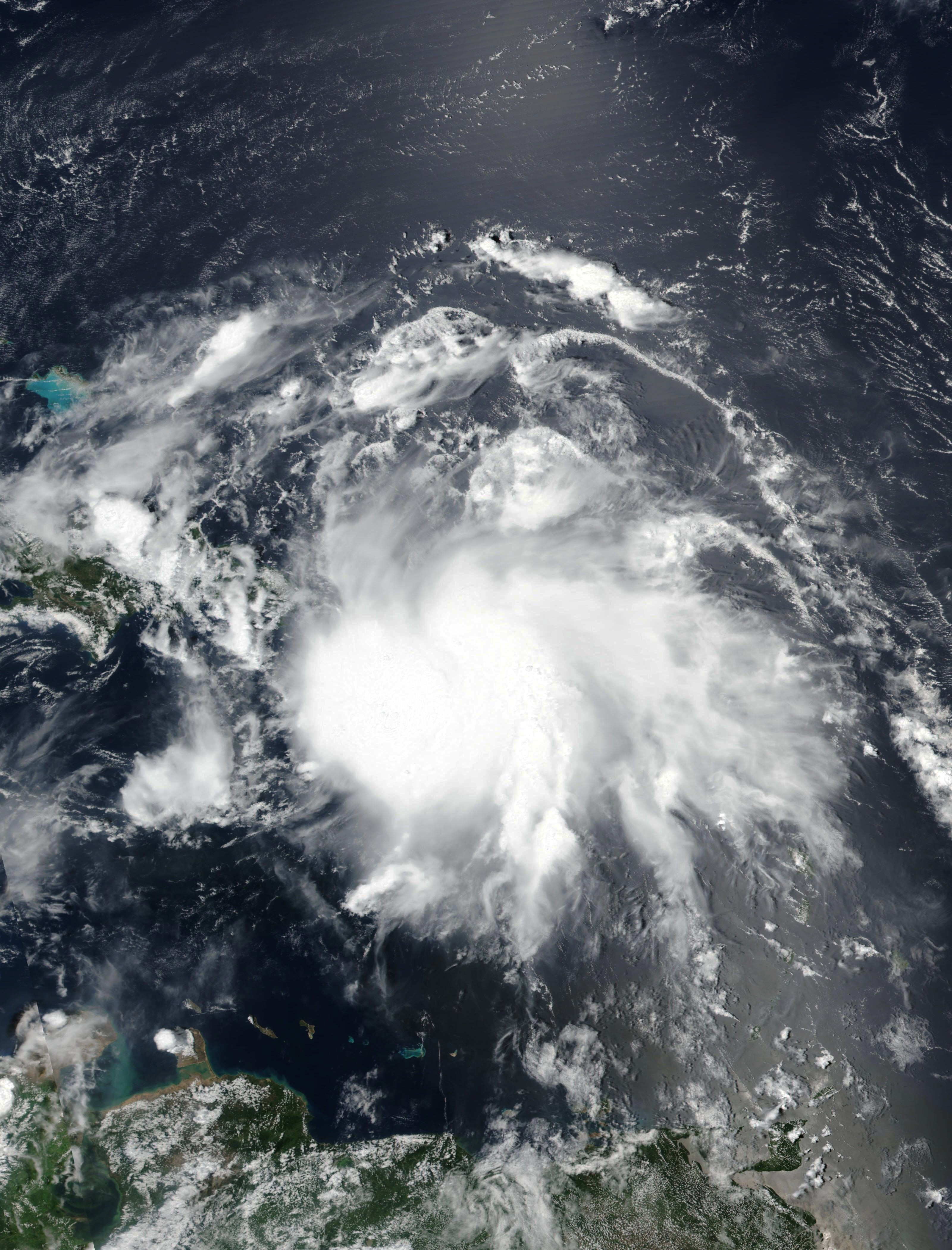
Tempestade tropical Laura sobre a passagem Mona, aproximando-se da República Dominicana e do Haiti em agosto 22

A tempestade tropical Laura trouxe ventos e fortes chuvas para grande parte da República Dominicana. A precipitação foi mais pesada ao longo da costa sul, com um pico de acumulação de 24 horas de 11,7 polegadas (300 mm) em Barahona. Aproximadamente 1,1 milhões de pessoas perderam energia enquanto 1,56 milhões de pessoas sofreram interrupções nos serviços de água. Em 24 de agosto as avaliações iniciais indicaram danos significativos a 1 791 casas, levando à evacuação de 8 995 pessoas.  Em Santo Domingo, uma mulher e seu filho morreram após o desabamento de sua casa, devido à chuva trazida por Laura, e em Pedro Brand, um homem morreu quando uma árvore caiu em sua casa. Inundações severas foram relatadas em Santo Domingo. Um policial morreu após cair em um cabo elétrico na província de Elías Piña.

### Haiti
Semelhante à República Dominicana, a forte precipitação afetou grande parte do Haiti; uma estação meteorológica pessoal em Port-au-Prince mediu 6,61 polegadas (168 mm) de chuva. Inundações extensas afetaram o país, forçando muitas famílias a evacuar as suas casas. A partir de 28 de agosto, pelo menos 31 pessoas foram confirmadas como mortas e outras 8 desaparecidas. A barragem de Peligre transbordou, enviando águas da enchente para o vale do Artibonite. O ministro de Obras Públicas, Nader Joaseus, alertou os moradores que a barragem podia ruir. A agricultura sofreu danos significativos enquanto a nação lutava com a escassez de alimentos relacionada ao COVID-19. As enchentes danificaram 447 casas e destruíram 15 outras em todo o departamento de Artibonite.

### Cuba

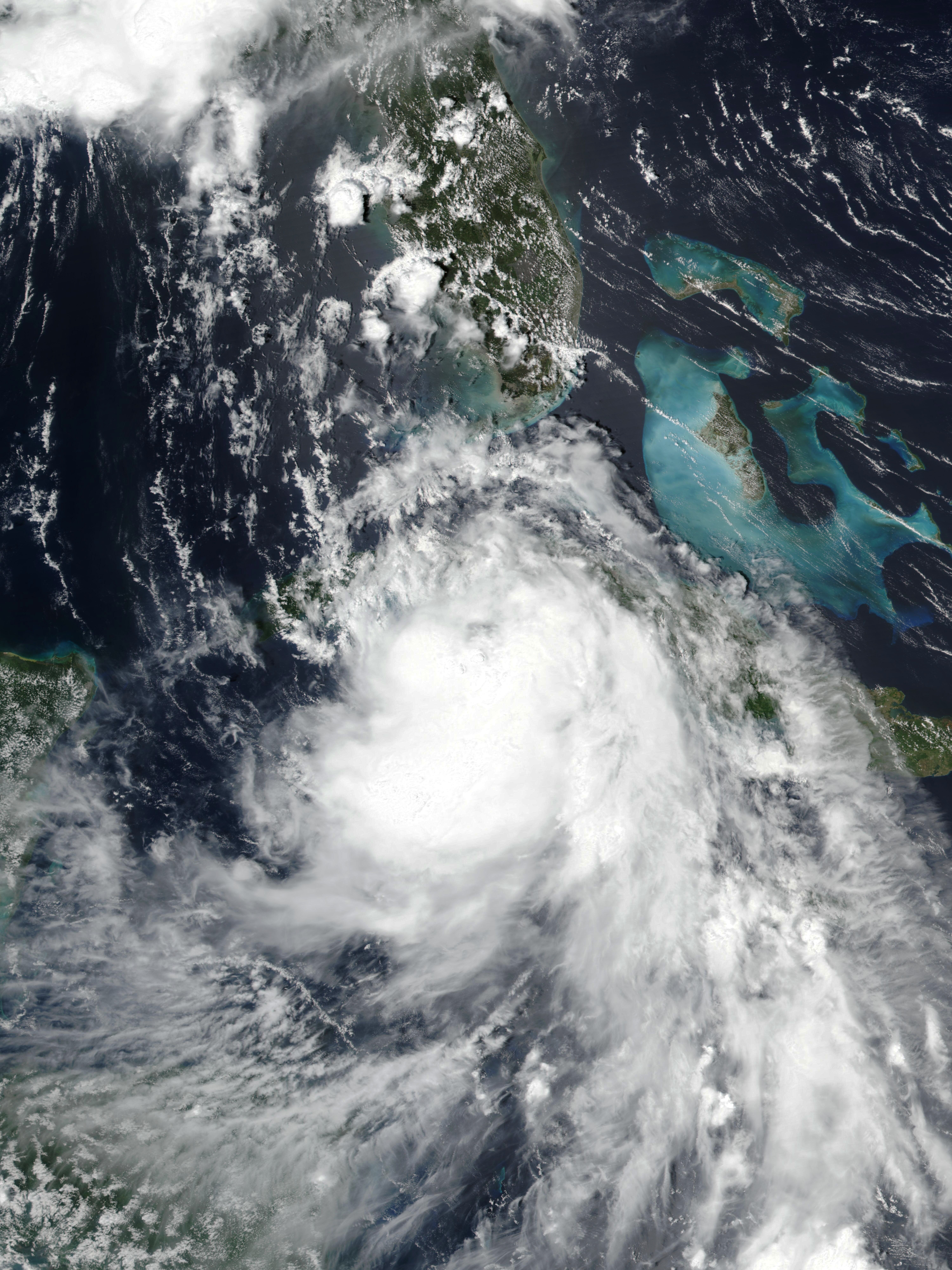
Tempestade tropical Laura sobre o Golfo de Batabanó, perto de seu segundo desembarque cubano em agosto 24

Em 23 e 24 de agosto depois de passar pela Ilha de São Domingos, a tempestade tropical Laura trouxe ventos fortes e chuvas torrenciais ao sudeste de Cuba. Rajadas de vento atingiram 146 quilômetros por hora (91 mph)  em Maisí, arrancando telhados de casas e derrubando árvores. A precipitação atingiu 241,5 milímetros (9,51 pol) em Complejo Palma, Santiago de Cuba, e 190,6 milímetros (7,50 pol) em San Antonio del Sur, Guantánamo. Os danos na província de Holguín foram relativamente limitados; algumas estruturas e colheitas foram danificadas e ocorreram quedas de energia dispersas. Uma ponte em Buey Arriba, província de Granma, desabou devido a uma inundação, que isolou 30 comunidades. Uma estação em Cabo Cruz registrou ventos sustentados de 80 quilômetros por hora (50 mph) e uma rajada de 104 quilômetros por hora (65 mph). Pequenas inundações e quedas de energia ocorreram na província de Las Tunas.

### Jamaica e Ilhas Cayman
Inundações repentinas em toda a Jamaica causaram interrupções significativas na infraestrutura rodoviária. Uma estação meteorológica em Negril observou 4,97 polegadas (126 mm) de chuva. Um deslizamento de terra bloqueou a estrada principal para Gordon Town ; terreno instável atrapalhou os esforços para limpar os destroços. Uma ponte na paróquia de Saint Thomas foi destruída, isolando os residentes de Trinityville, Geórgia e Cedar Valley. Além disso, a estrada principal que conectava Papine ao Castelo de Dallas em Bull Bay desabou. Rajadas de vento atingiram 56 a 64 km/h ao longo do sul da costa perto de Kingston e em Montego Bay, na costa norte do país. Estimativas de danos iniciais totalizaram cerca de J$ 54 milhões (US$ 360 mil) de acordo com a Agência Nacional de Obras da Jamaica (NWA).
Períodos de fortes ventos e fortes afetaram as Ilhas Cayman enquanto Laura passava ao norte.

### Estados Unidos
O furacão Laura produziu pelo menos 16 tornados em Arkansas, Mississippi, Tennessee e Alabama. Os danos preliminares de seguro do furacão Laura no Texas e Luisiana foram estimados em US $ 8 – 12 bilhões.

#### Porto Rico
Em Porto Rico, Laura derrubou árvores e causou inundações em Salinas. Parte do sinal da cidade de Salinas também foi destruída durante a tempestade. Um pico de 4,09 polegadas (104 mm) de precipitação foi relatado em Villalba, sendo relatado em Salinas um pico de rajada de vento de 121 km/h. Aproximadamente 200 mil clientes perderam energia em Porto Rico, com quase 14 mil perdendo acesso a água corrente.

#### Flórida
As rajadas de vento com força de tempestade tropical afetaram vários condados do sul da Flórida, particularmente os condados de Collier, Miami-Dade e Monroe. Uma rajada de 100 km/h foi observada na Estação de Geração Nuclear de Turkey Point. Mais ao sul, uma forte linha de tempestade passou por Key West, danificando as luzes da rua e gerando uma rajada de vento de 100 km/h  no escritório de Key West do National Weather Service. Em 25 de agosto, um socorrista da Ilha de St. George se afogou ao tentar resgatar um nadador preso em na ondulação forte.

#### Luisiana

Loop de satélite de Laura do pico de intensidade e aterrissagem na Louisiana até se tornar uma depressão tropical sobre o Arkansas

Em 26 de agosto vários avisos de tornado começaram a ser emitidos em toda a Luisiana quando Laura se aproximou da costa. Um tornado foi relatado pelo público em Paincourtville, Luisiana, embora nenhum dano tenha ocorrido. Outro tornado foi detectado por um observador treinado em Bell City, Luisiana. O aumento da água costeira começou por volta das 19h00 UTC em 26 de agosto.
O primeiro relato de ventos com força de tempestade tropical sustentada em terra foi em Cypremort Point, na Baía de Vermilion, onde ventos de 72 km/h foram registados. A Intracoastal City viu uma maré de tempestade de 6 pés (1,8 m) . A maré de tempestade também inundou SH 317 em Burns Point em St. Mary Parish, e uma inundação repentina cercou casas em Abbeville.
Apagões generalizados foram relatadas perto do ponto de desembarque em Cameron. Perto de Cameron, uma rajada de vento de 200 km/h foi registado em Calcasieu Pass, que viu pelo menos 9,19 pés (2,80 m)  de maré de tempestade. Holly Beach foi amplamente danificada quando uma caravana foi destruída e várias casas sofreram danos no telhado. A inundação da maré de tempestade também cobriu o SH 82. A cidade de Hackberry foi severamente danificada por uma tempestade e dois trens descarrilaram em Grand Lake, onde a Grand Lake High School sofreu danos. Em Lake Charles, várias árvores foram derrubadas e outro trailer foi derrubado. O Aeroporto Regional de Lake Charles viu uma rajada de vento de 210 km/h, bem como vários hangares destruídos. Outra rajada de vento na cidade atingiu 220 km/h. Muitas janelas foram arrancadas da Capital One Tower em Downtown Lake Charles. Uma torre de comunicações desabou no prédio do estúdio KPLC (que foi evacuado antes da tempestade) e uma parte de uma ponte aérea foi destruída. O radar no escritório de previsão do NWS Lake Charles (que teve a sua equipa evacuada antes da tempestade e as operações do escritório sendo transferidas nesse ínterim para o escritório do NWS em Brownsville, Texas ) foi destruído na altura do landfall, com a sua cúpula e muitos de seus equipamentos internos foram separados da base da torre do radar. Farrar Hall na McNeese State University também sofreu danos e um edifício do Motel 6 desabou parcialmente. Um vazamento de cloro causou um grande incêndio químico no lado oeste do Lago Charles.
Em outros lugares, flashes dos cabos de eletricidade foram vistos em Sulphur, onde um hotel foi danificado. Danos estruturais extensos também ocorreram em Vinton e um salão foi destruído em Westlake. Árvores de madeira macia foram derrubadas em Fort Polk e o telhado de uma casa desabou em Alexandria depois que uma árvore caiu sobre ele. O radar NWS em Fort Polk também foi destruído. Uma casa em Carlyss teve seu telhado e todo o quarto dos fundos arrancados, enquanto outra casa foi danificada em New Llano depois que uma garagem foi destruída. Houve grandes danos às árvores, linhas de energia e postes, e estruturas em De Quincy e grande parte da cidade de Delcambre ficou submersa devido às inundações. O telhado de uma loja Market Basket em Welsh and Hicks High School em Lacamp foi destruído. Uma árvore foi derrubada em uma casa de fraternidade em Lafayette.
Mais para o interior, um mesonet perto de Calvin mediu uma rajada de vento de 70 milhas por hora (110 km/h). Árvores e linhas de energia foram derrubadas por todas as cidades de Mansfield e Shreveport. Nesta última cidade, uma árvore caiu sobre uma casa, ferindo uma pessoa dentro, enquanto outra árvore caiu sobre um veículo. Várias estradas em Shreveport tiveram que ser fechadas devido aos danos generalizados às árvores. Em Monroe, árvores e postes de luz de estacionamento foram derrubados e telhados de metal foram arrancados de vários edifícios. Inundações generalizadas foram relatadas na paróquia de Natchitoches, onde a I-49 teve que ser fechada após a SH 174 a oeste de Powhatan devido a uma árvore caída. Em Natchitoches, postes de eletricidade partiram e os cabos derrubados em uma empresa na SH 1. A delegacia de polícia de Robeline teve o seu telhado arrancado para acompanhar as inúmeras quedas de grandes árvores em toda a cidade. Perto de Bossier City, uma árvore de grande porte foi derrubada no campus do Centenary College of Louisiana, enquanto várias casas foram danificadas pela queda de árvores ao sul-sudoeste da cidade. Em Greenwood, uma inundação repentina causou alagamento nas estradas secundárias da I-20 na saída 5, com os motoristas sendo aconselhados a usar a US 80 como alternativa. Em Jena, várias árvores foram derrubadas em casas e veículos e linhas de eletricidade foram derrubadas por toda a cidade.
A queda de árvores foi responsável por quatro mortes no estado. Eles incluíam uma menina de 14 anos em Vernon Parish, um homem de 60 anos em Acadia Parish, um homem de 51 anos em Jackson Parish e um homem de 64 anos em Allen Parish. O envenenamento por monóxido de carbono por geradores dentro das casas, o que é fortemente desencorajado, levou à morte de seis pessoas na paróquia de Calcasieu e duas pessoas na paróquia de Allen. Outro homem morreu por afogamento enquanto estava a bordo de um barco que afundava durante a tempestade. Finalmente, duas pessoas morreram na Paróquia de Calcasieu e na Paróquia de Rapides durante o processo de limpeza.

#### Texas
Antes que o furacão atingisse a costa, em 26 de agosto em Corpus Christi uma pessoa foi morta e outra ferida depois que as fortes ondas de Laura os jogaram contra os molhes. Outro homem morreu depois de ser eletrocutado enquanto se preparava para a tempestade. Em 26 de agosto o leste do Texas viu também alguns avisos de tornado enquanto Laura se aproximava do landfall. As elevações da água costeira na parte sudeste do estado começaram por volta das 20h00 UTC desse mesmo dia. Rajadas de vento em Houston e Galveston atingiram um pico de 61 km/h. Uma rajada de vento de 130 km/h foi relatado em Kirbyville Raws local perto de Call e árvores foram derrubadas em Groves. Em Port Arthur, árvores foram derrubadas, incluindo uma que caiu em uma casa, e um poste e iluminação de estacionamento quebrou em sua base. Uma grande árvore também caiu e danificou uma casa em Beaumont. Danos estruturais ocorreram perto de Pinehurst, a oeste de Orange, onde várias árvores e linhas de energia foram derrubadas e várias estruturas, incluindo uma igreja, foram danificadas. Danos estruturais também ocorreram em Bridge City. Mais árvores e linhas de energia foram derrubadas nos condados de Angelina e Sabine, alguns dos quais bloquearam estradas. Em Hemphill, um telhado desabou em uma Ashley HomeStore e várias estradas foram bloqueadas pela queda de árvores. Um homem foi morto a nordeste da cidade quando uma árvore caiu sobre ele enquanto ele estava sentado em uma poltrona reclinável em sua casa. No sudeste da cidade, árvores caíram sobre casas e bloquearam todas as saídas na área de chegada a terra de McGee. A leste do centro, uma árvore e linhas de força caíram no FM 417 e no FM 2694. Após a tempestade, cinco pessoas morreram no sudeste do Texas em quatro incidentes separados de envenenamento por monóxido de carbono como resultado de geradores colocados incorretamente.

#### Mississippi
Apesar da redução da ameaça de marés de tempestade na costa, o Mississippi ainda enfrentou a ameaça de tornados da tempestade, especialmente no lado oeste do estado. A partir de 26 de agosto uma série de avisos de tornado foram emitidos para partes do estado com um tornado EF0 confirmado em Oxford em 27 de agosto. Inundações generalizadas ocorreram em todo o condado de Jefferson Davis. Em Natchez, árvores foram derrubadas e uma placa em uma Autozone danificou seis veículos quando foi derrubada. Uma árvore também foi derrubada em uma casa em Warrenton.

#### Arkansas
Laura entrou no Arkansas enquanto ainda estava com a força de uma tempestade tropical. Inúmeros avisos de tornado foram emitidos em Arkansas, com nove tornados confirmados no estado. Um tornado EF1 de causou danos significativos a uma igreja em Lake City, embora ninguém tenha se ferido ou ferido. Essa mesma tempestade lançou outro tornado EF1 de ponta ao norte de Brookland. Um raro aviso de tornado PDS também foi emitido para este tornado. A tempestade então lançou o seu tornado mais forte, classificado como EF2, que danificou estruturas e casas a sudoeste de Maynard. Avisos de inundações generalizados foram emitidos em todo o estado.  Uma rajada de vento de 92 km/h foi registrada ao sul de El Dorado, causando a queda de várias árvores e linhas de energia, duas das quais pousaram em casas. Isso causou muitas falhas de energia em Union County. Inúmeras árvores foram derrubadas na área de Doddridge, incluindo uma na US 71, causando inúmeros cortes de energia. Ao sul de Bradley, perto da divisão do estado de Luisiana / Arkansas, uma árvore caiu na AR 29, bloqueando a estrada. AR 343 foi fechado entre Lewisville e AR 53 devido à queda de árvores. Árvores foram derrubadas em linhas de energia em Dermott e um celeiro também teve seu telhado removido em Wilmot.
Árvores e linhas de transmissão de energia foram derrubadas em uma ampla área em vários condados. Na cidade de Camden, onde várias árvores foram derrubadas, incluindo uma que caiu em uma casa, e um telhado de metal foi arrancado de um prédio de loja. Árvores derrubadas também foram relatadas em Sheridan e postes de energia foram quebrados ao longo da US 67 a nordeste de Caddo Valley. A I-30 em direção ao leste foi fechada a oeste de Hope na marca da milha 26 devido a uma árvore derrubada bloqueando ambas as pistas da rodovia. Em Kingsland, várias árvores grandes foram derrubadas, incluindo uma que danificou significativamente uma casa. Em Goodrich, a garagem de uma casa foi destruída com um buraco na parede. Várias estradas a leste de Mena foram fechadas devido a enchentes. Uma parte da County Road 106 a sudoeste de Ravenden foi destruída por inundações e uma inundação repentina em Sherwood deixou um cruzamento intransitável.

#### Em outros lugares
Chuvas moderadas a fortes afetaram a metade oriental de Oklahoma, gerando um alerta de inundação no Condado de Le Flore. O fluxo da tempestade também gerou uma banda de tempestades que se moviam para sudoeste que se estendia de Oklahoma City em direção ao sul até a fronteira com o Texas.
No Tennessee, um alerta de inundação foi emitido em Memphis e foram emitidos avisos de tornado e trovoadas severos na parte oeste do estado no final de 27 de agosto. No dia seguinte, mais alertas emitidos, incluindo um alerta de tornado para áreas ao norte de Nashville, que seis meses antes havia sido atingida por um tornado EF3 de alto poder destruitivo. Dois tornados EF0 foram confirmados no estado.
Vários avisos de tornado também foram emitidos no sul do Missouri, Kentucky, norte do Alabama e leste de Maryland. Quatro tornados foram confirmados no Alabama, três deles classificados como EF1, enquanto o outro foi classificado como EF0.

## Rescaldo

### Haiti
Após a passagem de Laura, a Diretoria Geral de Proteção Civil do Haiti (DGCP) iniciou as avaliações dos danos. A agência distribuiu rapidamente kits de alimentos aos residentes afetados nos departamentos de Ouest, Nippes, Sud-Est e Sud. Os produtos de tratamento de água foram enviados para Anse-à-Pitres e Belle-Anse pela Direcção Nacional de Água Potável e Saneamento. A Organização Mundial da Saúde (OMS) e a Organização Pan-Americana da Saúde (OPAS) implantaram equipas médicas em todo o país para ajudar a Cruz Vermelha Haitiana, embora o transporte das vítimas tenha sido dificultado pelo acesso limitado às ambulâncias. Onze escolas foram convertidas em abrigos; no entanto, muitos evacuados optaram por ficar com vizinhos ou parentes devido ao medo do COVID-19.

### Estados Unidos

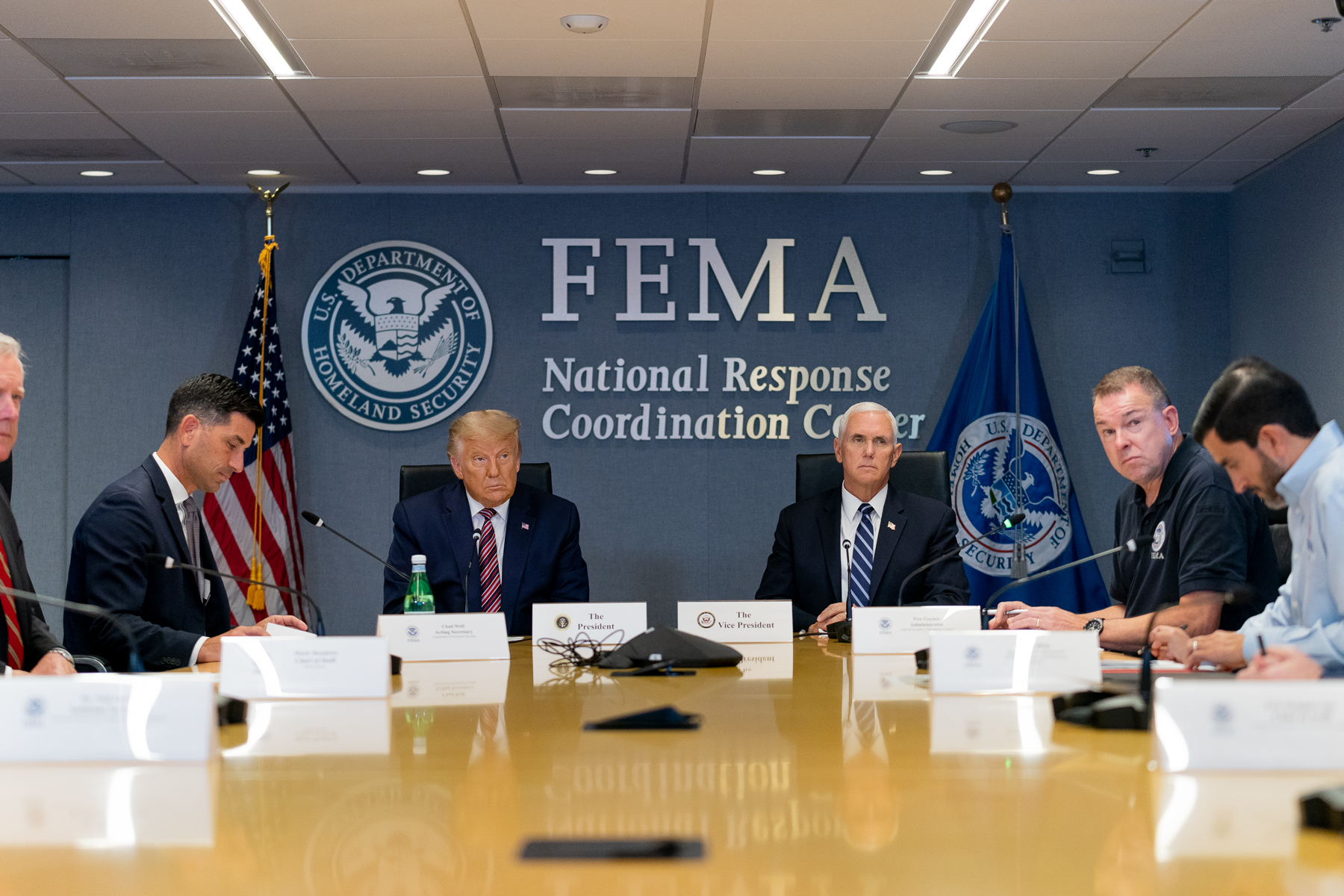
O presidente dos EUA, Donald Trump, em uma reunião da FEMA em 27 de agosto

Depois que a tempestade passou, os governadores do Texas e da Luisiana fizeram um levantamento aos danos causados pela tempestade nas partes mais atingidas de seus respectivos estados. As estradas nas paróquias de Calcasieu e Cameron na Luisiana eram intransitáveis, cortando o acesso rodoviário a Cameron e ao crioulo. Cerca de 200 mil pessoas ficaram sem água depois que Laura tornou 80 sistemas de água inoperantes. Além disso, algumas áreas viram a destruição completa em suas redes de energia e mais de um milhão de pessoas perderam a energia. Esperava-se que algumas áreas ficassem sem energia por semanas ou até meses. Várias casas também ficaram inabitáveis devido à destruição de unidades de ar condicionado. Os esforços de recuperação foram prejudicados por chuvas adicionais nos dias após a dissipação de Laura.